# Dirk Copeland
Dirk Olaf Copeland (Los Ángeles, 5 de septiembre de 1972) es un deportista estadounidense que compitió en ciclismo en la modalidad de pista, especialista en la prueba de persecución por equipos.
Ganó dos medallas en el Campeonato Mundial de Ciclismo en Pista, plata en 1994 y bronce en 1995.
Participó en dos Juegos Olímpicos de Verano en la prueba de persecución por equipos, ocupando el sexto lugar en Atlanta 1996 y el noveno lugar en Barcelona 1992.

## Medallero internacional
| Campeonato Mundial | Campeonato Mundial | Campeonato Mundial | Campeonato Mundial      |
| Año                | Lugar              | Medalla            | Competición             |
| ------------------ | ------------------ | ------------------ | ----------------------- |
| 1994               | Palermo (Italia)   | Medalla de plata   | Persecución por equipos |
| 1995               | Bogotá (Colombia)  | Medalla de bronce  | Persecución por equipos |